# Mithrenes
Mithrenes (en griego: Mιθρένης or Mιθρίνης) fue el comandante persa de la guarnición de la ciudadela de Sardes. Después de la Batalla del Gránico, se rindió voluntariamente a Alejandro Magno. Durante la batalla de Gaugamela luchó en el bando de Alejandro. Posteriormente, Alejandro lo nombró sátrapa de Armenia. Es incierta su vida luego de eso.

## Biografía
Sus orígenes familiares son inciertos. Es probable que solo sea un noble persa de origen familiar desconocido. Sin embargo, cierta interpretación de un nombre incompleta en una inscripción en el monte Nemrut ha sido interpretado como [Mιθρ]άνην, [Mithr]anen. Esto llevó a que se sugiera que es hijo de Orontes II y miembro de la dinastía Oróntida.

### Al servicio persa
Mithrenes era el comandante persa de la guarnición de la ciudadela de Sardes cuando ocurrió la Batalla de Gránico.

### Al servicio de Alejandro
Después de la Batalla del Gránico,se rindió voluntariamente a Alejandro Magno, y fue tratado por él con gran distinción.
Mithrenes estuvo presente en el campamento macedonio después de la batalla de Issos, y Alejandro le ordenó visitar a la familia capturada de Darío III y asegurarles que Darío estaba vivo, antes de cambiar de opinión y asignar el deber a Leonato.
Durante la batalla de Gaugamela luchó en el bando de Alejandro. Posteriormente, Alejandro lo nombró sátrapa de Armenia .
Mithrenes desaparece del registro histórico después de este nombramiento y se desconoce con certeza su vida futura. Hay indicios que pudo haberse vuelto sátrapa de Armenia, como que no.

### Posible sátrapa de Armenia
No está claro si realmente logró tomar el control de la satrapía de Armenia. Muchas fuentes parecen indicar que Armenia ya estaba sometida cuando Mithrenes fue enviado allí desde Babilonia a finales del año 331 a. C.
Según Curcio, en su discurso pronunciado en Hecatompylos en 330 a. C., Alejandro Magno incluyó a Armenia entre las tierras conquistadas por los macedonios, implicando que Mitrenes logró conquistarla o que ya había sido conquistada previo al envió de Mithrenes.
Contra la afirmación de que Alejandro Magno conquistó Armenia, Justino reprodujo la interpretación de Pompeyo Trogo de un discurso atribuido a Mitrídates VI del Ponto, que mencionaba que Alejandro no conquistó Armenia.
Luego del pacto de Babilonia (Primer reparto del imperio de Alejandro), Neoptólemo aparentemente hizo campaña en Armenia después de la muerte de Alejandro, (c.322)  pero su estatus oficial en esta área no está claro; podría haber sido un estratega más que un sátrapa. La campaña militar de Neoptólemo devastó Armenia, lo que sugiere que no estaba cooperando con ningún sátrapa existente.
Diodoro y Polieno mencionan a un hombre llamado Orontes, que fue sátrapa de Armenia durante la Segunda Guerra de los Diádocos (319-315 a. C.);   Diodoro añade que este Orontes era amigo de Peucestas. Algunos historiadores consideran que este Orontes es el mismo Orontes que luchó junto a Darío III en la batalla de Gaugamela.(Véase: Orontes II)

### Posible hijo de Orontes II
Una de las inscripciones del monte Nemrut,   que detalla la ascendencia de Antíoco I de Comagene, enumera un antepasado cuyo nombre no se conservó por completo y que era hijo de Aroandas, el segundo antepasado de Antíoco mencionado en las inscripciones del monte Nemrut que llevaba ese nombre (identificado como el sátrapa Orontes II, que fue comandante en la batalla de Gaugamela)
Este antepasado con el nombre que no se conservó fue deducido, por Ernst Honigmann , como [Mιθρ]άνην, [Mithr]anen. Sin embargo, Friedrich Karl Dörner y John H. Young (1996) interpretaron la primera letra conservada del nombre como un delta, de modo que el nombre del hijo de Aroandas terminaba en -δανης, -danes. Herman Brijder (2014) también interpretó que la inscripción indicaba que el nombre del hijo de Aroandas II terminaba en -danes.